# Copa da Escócia de 1968–69
A Copa da Escócia de 1968-69 foi a 84º edição do torneio mais antigo do futebol da Escócia. O campeão foi o Celtic F.C., que conquistou seu 20º título na história da competição ao vencer a final contra o Rangers F.C., pelo placar de 4 a 0.

## Premiação
| Copa da Escócia de 1968-69       |
| Escócia                          |
| -------------------------------- |
| Celtic F.C. Campeão (20º título) |